# Mesosa bialbomaculata
Mesosa bialbomaculata är en skalbaggsart som beskrevs av Stefan von Breuning 1963. Mesosa bialbomaculata ingår i släktet Mesosa och familjen långhorningar.
Artens utbredningsområde är Laos. Inga underarter finns listade i Catalogue of Life.